# Saudosa Maloca (filme)
Saudosa Maloca é um filme de comédia brasileiro de 2024, dirigido por Pedro Soffer Serrano e escrito pelo próprio diretor em colaboração com Rubens Marinelli e Guilherme Quintella. O filme é uma viagem sobre a obra do sambista Adoniran Barbosa, interpretado por Paulo Miklos, relembrando os momentos que teve na cidade de São Paulo. Conta ainda com as atuações de Gero Camilo, Gustavo Machado, Sidney Santiago e Leilah Moreno nos demais papéis principais.
Saudosa Maloca teve sua première mundial na Mostra Internacional de Cinema de São Paulo em 22 de outubro de 2023 e foi lançado nos cinemas do Brasil em 21 de março de 2024 pela Elo Studios. O filme foi recebido com críticas mistas por parte da crítica especializada, sendo considerado uma homenagem ao samba e à boemia, mas com falhas estruturais no roteiro, com diálogos superficiais.
Na 23.ª cerimônia de entrega do Prêmio Grande Otelo, concebido pela Academia Brasileira de Cinema, o filme recebeu três indicações, incluindo de Melhor Filme de Comédia e as atuações de Paulo Miklos e Gero Camilo como Melhor Ator e Melhor Ator Coadjuvante, respectivamente.

## Premissa
Em uma mesa de bar, o veterano Adoniran Barbosa (Paulo Miklos), em um momento de nostalgia, compartilha com um jovem garçom, Cícero (Sidney Santiago), relatos de uma São Paulo que se foi, mas ainda vive na memória de seus sambas e crônicas. Com um sorriso saudoso, ele rememora os tempos em que habitava uma maloca ao lado de Joca (Gustavo Machado) e Mato Grosso (Gero Camilo), amigos inseparáveis com quem dividia não apenas o espaço, mas também uma paixão incontrolável por Iracema (Leilah Moreno), uma musa que atravessou suas canções e histórias. Entre risadas e olhares distantes, Adoniran evoca uma galeria de personagens marcantes, cujas vidas e destinos se entrelaçaram na paisagem de uma metrópole pulsante e cheia de vida, agora engolida pelo império do progresso. Cada lembrança carrega o peso de uma cidade que, embora transformada, permanece viva nas palavras e nas melodias de um dos seus mais ilustres filhos.

## Elenco
- Paulo Miklos como Adoniran Barbosa
- Gero Camilo como Mato Grosso
- Gustavo Machado como Joca
- Leilah Moreno como Iracema
- Sidney Santiago como Cícero
- Paulo Tiefenthaler como Pereira
- Noemi Marinho como Dona Giulia
- Izak Dahora como Mané
- Carlos Gimenez como Osório
- Zemanuel Piñero como Arnesto
- Victor Salomão como Dito
- Ney Piacentini como Dr. Waldemar
- Dagoberto Feliz como diretor da rádio
- Guilherme Rodio como oficial de justiça

## Produção

### Concepção
O diretor Pedro Serrano se aprofundou na vida e obra de Adoniran Barbosa, sambista emblemático de São Paulo. Sua jornada começou com o curta-metragem Dá Licença de Contar (2015), seguido pelo documentário Meu Nome é João Rubinato (2018), e culminou no longa Saudosa Maloca (2024). Serrano considera esses três filmes como uma obra única, embora nem tudo tenha sido planejado desde o início. O que começou como a ideia de um único filme foi se desdobrando de forma natural, à medida que a vontade de contar uma história genuinamente paulistana foi guiando sua produção.
O filme é uma adaptação cinematográfica que busca resgatar a figura de Adoniran Barbosa e a São Paulo retratada em seus sambas. O cantor Paulo Miklos foi escalado para interpretar o sambista, utilizando seus gestos e fala característicos. O enredo gira em torno da maloca mencionada na famosa música, onde Adoniran teria vivido com seus amigos Joca e Mato Grosso. Esses personagens são interpretados por Gustavo Machado e Gero Camilo, respectivamente. O filme se passa no bairro do Bixiga, um lugar emblemático para a história do samba paulistano, que continua sendo um centro importante para a cultura musical da cidade. A escolha das locações, segundo Miklos, foi crucial para capturar a essência da antiga São Paulo, ainda em transformação.

### Desenvolvimento
Embora o Bixiga seja um local central, o diretor Pedro Serrano aponta que o bairro no filme tem um caráter quase imaginário, pois Adoniran nunca morou lá, mas mantinha uma ligação profunda com o local, sendo frequentador assíduo de suas rodas de samba. Outro personagem essencial para a narrativa é Cícero, um garçom que simboliza a transição entre as gerações, representando a passagem da tradição do samba para uma nova era. A criação de Cícero não surgiu apenas como um elemento narrativo, mas foi inspirada em uma observação de Adoniran Barbosa, que sempre se aproximava dos garçons ao chegar aos bares para conquistar sua simpatia e descontos.
O roteiro do filme integra várias músicas de Adoniran, que ajudam a construir personagens e eventos na trama. A música "Iracema", por exemplo, é transformada no filme em uma mulher forte com um destino trágico, interpretada por Leilah Moreno, representando a luta de trabalhadores em busca de seus sonhos. O processo de criação do roteiro envolveu a montagem de um "quebra-cabeça", encaixando as letras das músicas na trama de forma que elas contribuíssem para a dramaturgia, seja como falas, cenas ou canções, buscando sempre criar personagens com os quais o público pudesse se identificar e se emocionar.

## Lançamento
Saudosa Maloca teve sua estreia mundial na 47ª Mostra Internacional de Cinema de São Paulo, participando da mostra competitiva, em 22 de outubro de 2023. Comercialmente, o filme foi lançado nos cinemas do Brasil em 21 de março de 2024 pela Elo Studios.

## Recepção

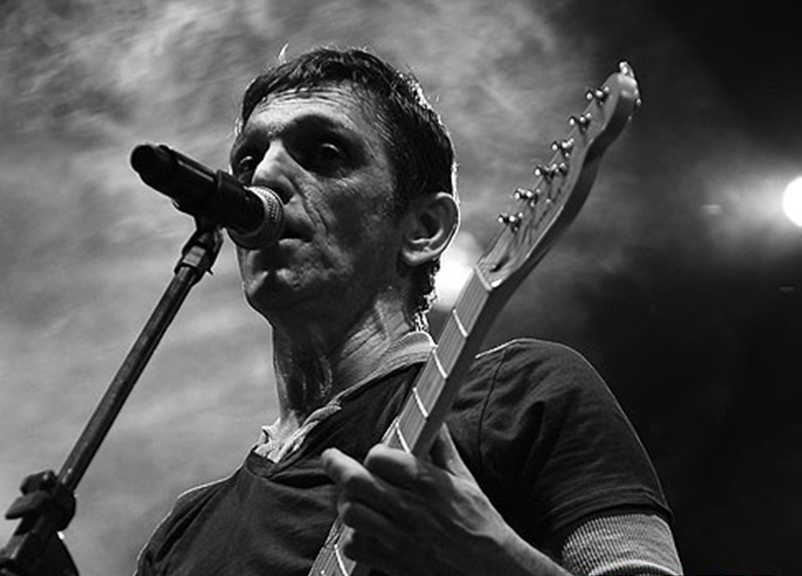
Paulo Miklos foi elogiado por sua atuação e nomeado ao Grande Otelo de Melhor Ator.

### Resposta da crítica
Saudosa Maloca teve uma recepção morna entre a crítica especializada, recebendo avaliações mistas. Marcelo Forlani, do Omelete, aponta que transformar as músicas de Adoniran Barbosa em uma narrativa é uma tarefa desafiadora, o que faz com que o filme perca um pouco de sua força nos diálogos, que por vezes soam artificiais. A trama carece de maior profundidade além da crítica à descaracterização das metrópoles, e o final é anticlimático, com o destino de Iracema e o despejo ganhando mais destaque do que o esperado encerramento musical. Para os fãs de Adoniran, que buscam a canção, o filme pode ser mais uma ilustração visual de sua obra do que uma história envolvente.
Janda Montenegro, do site CinePOP, escreveu: "Mais que um filme de nicho ou um filme autoral, Saudosa Maloca é uma ode ao samba, à boemia de outrora que não volta mais. É comédia como era feita no século passado. É a história da música brasileira. É um ótimo filme, bem realizado e que proporciona sensação de bem-estar em quem assiste".

### Prêmios e indicações
| Lista de prêmios e indicações       | Lista de prêmios e indicações | Lista de prêmios e indicações | Lista de prêmios e indicações | Lista de prêmios e indicações | Lista de prêmios e indicações |
| Premiação                           | Data da cerimônia             | Categoria                     | Indicação                     | Resultado                     | Ref.                          |
| ----------------------------------- | ----------------------------- | ----------------------------- | ----------------------------- | ----------------------------- | ----------------------------- |
| Grande Prêmio do Cinema Brasilieiro | 28 de agosto de 2024          | Melhor Filme de Comédia       | Saudosa Maloca                | Indicado                      | [ 4 ]                         |
| Grande Prêmio do Cinema Brasilieiro | 28 de agosto de 2024          | Melhor Ator                   | Paulo Miklos                  | Indicado                      | [ 4 ]                         |
| Grande Prêmio do Cinema Brasilieiro | 28 de agosto de 2024          | Melhor Ator Coadjuvante       | Gero Camilo                   | Indicado                      | [ 4 ]                         |